# Gouvernement Orenburg

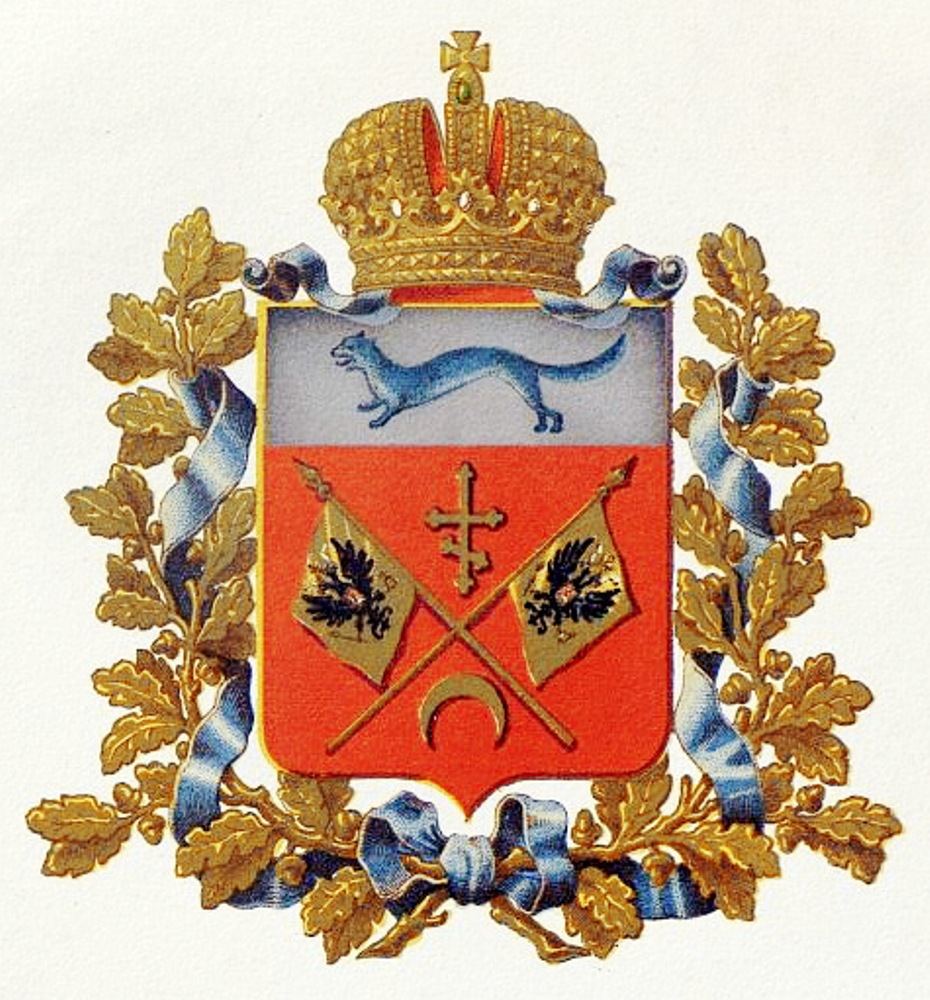
Wappen

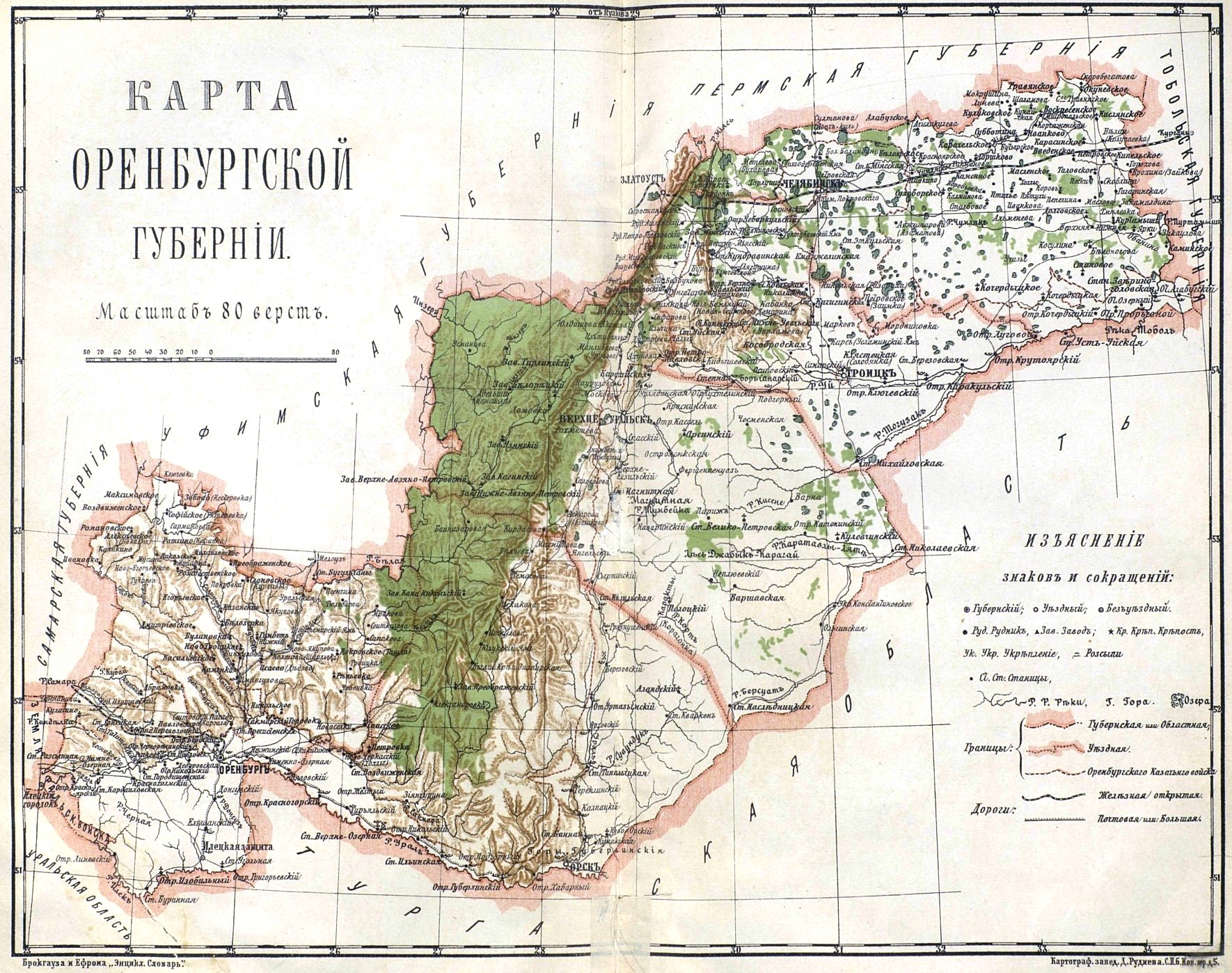
Karte (auf Russisch)

Das Gouvernement Orenburg (russisch Оренбургская губерния/Orenburgskaja gubernija) war eine Verwaltungseinheit des Russischen Reiches in der Steppenzone südlich des Uralgebirges. Es grenzte (vom Norden im Uhrzeigersinn) an folgende Gouvernements und Gebiete: Perm, Tobolsk, Turgai, Uralsk, Samara und Ufa. Zu seinem Territorium gehörte nach heutigem Verständnis nicht nur die Oblast Orenburg, sondern auch Teile von Kurgan und Tscheljabinsk sowie einige Gebietsstreifen in Kasachstan. Es hatte eine Fläche von 191.179 km², Hauptstadt war Orenburg.
Das Gouvernement wurde 1744 gegründet und 1782 in die Statthalterei Ufa überführt, deren Verwaltungssitz jedoch bereits 1796 wieder nach Orenburg verlegt wurde, wodurch das Gebiet seinen späteren Namen bekam. 1865 wurde das Gouvernement Ufa abgespalten. Das Gouvernement Orenburg bestand bis 1928 als Teil der Russischen SFSR der Sowjetunion. Nach der Auflösung wurde sein Territorium in die neugebildete Oblast Mittlere Wolga eingegliedert.
In den 1890ern entstanden hier Siedlungen der Russlandmennoniten, siehe Liste der Mennonitenansiedlungen im Gouvernement Orenburg.
Das Gouvernement war in die folgenden Kreise (Ujesdy) eingeteilt:
- Orenburg
- Orsk
- Troizk
- Tscheljabinsk
- Werchneuralsk

## Statistik
Bei der Volkszählung 1897 hatte das Gouvernement 1.600.145 Einwohner. Davon waren 1.126.040 Russen, 254.561 Baschkiren (dazu noch 16.877 Teptjaren), 41.541 Kleinrussen (Ukrainer), 92.926 Tataren, 38.403 Mordwinen sowie verschiedene kleinere Gruppen. Knapp ein Viertel der Bevölkerung stellten die Orenburger Kosaken.
Die wirtschaftliche Bedeutung des Gouvernements ergab sich aus seinem Reichtum an Mineralschätzen, insbesondere Gold, Kupfer, Eisen und Salz. 1901 zählte man 435 Goldwäschereien, die 2657 kg Waschgold produzierten, während an Ganggold außerdem 1722 kg gewonnen wurden. An Kupfererzen wurden 13.251 t, an Chromeisenstein 1.771 t, an Eisenerzen 133.053 t (insbesondere Magnetit aus dem Magnetberg, an dem das heutige Magnitogorsk liegt) und an Steinsalz 25.387 t gewonnen. Im Übrigen bilden Ackerbau und Viehzucht die Hauptbeschäftigung. Die Ernte ergab 1902: 523.882 t Weizen, 28.142 t Roggen, 141.810 t Hafer, 20.139 t Gerste und 88.872 t Kartoffeln. An Vieh zählte man 1902: 716.000 Pferde, 848.000 Stück Hornvieh, 1.149.000 Schafe, 77.000 Ziegen und 47.000 Schweine. Gemüse- und Obstbau waren wenig entwickelt, dagegen gab es als Nebengewerbe Fischerei und Bienenzucht. Die Industrie, mit Ausnahme der bergbaulichen, war damals noch gänzlich bedeutungslos. 1900 zählte man 189 Betriebe mit 5.715 Arbeitern und einem Produktionswert von ca. 14 Millionen Rubel.
Einen wichtigen Aufschwung nahm die Region mit der Transsibirischen Eisenbahn, deren Hauptlinie im 19. Jahrhundert über Tscheljabinsk führte.